# Filipp Miedwied´
Filipp Diemjanowicz Miedwied´ (ros. Фили́пп Демья́нович Медве́дь, ur. 1890 w Masiewie w guberni grodzieńskiej, zm. 27 listopada 1937 w Moskwie) – funkcjonariusz Czeka/OGPU/NKWD, naczelnik NKWD obwodu leningradzkiego w chwili zabójstwa Siergieja Kirowa, zdymisjonowany i aresztowany w związku z tym zabójstwem.

## Życiorys
Białorusin, studiował w Warszawskiej Szkole Wawelberga i Rotwanda, od 1907 członek SDPRR, czterokrotnie aresztowany i dwukrotnie więziony. Później służył w rosyjskiej armii, w listopadzie 1917 członek rejonowego komitetu wojskowo-rewolucyjnego w Moskwie, od stycznia 1918 dowódca 1 Moskiewskiego Oddziału Rewolucyjnego, komisarz wojskowy rejonu sokolniczewskiego w Moskwie. Od maja do września 1918 członek Kontrolnego Kolegium Czeki przy Radzie Komisarzy Ludowych RFSRR, od 16 sierpnia do grudnia 1918 przewodniczący tulskiej gubernialnej Czeki, od 27 marca 1919 do 1920 członek Kolegium Czeki przy Radzie Komisarzy Ludowych RFSRR, równocześnie od 5 maja do 22 sierpnia 1919 przewodniczący gubernialnej Czeki w Piotrogrodzie. Od 20 sierpnia do października 1919 szef Wydziału Specjalnego Czeki Frontu Zachodniego, od października do grudnia 1919 zarządca obozów koncentracyjnych NKWD RFSRR i kierownik Wydziału Robót Przymusowych NKWD RFSRR, od grudnia 1919 do listopada 1921 ponownie szef Wydziału Specjalnego Czeki Frontu Zachodniego, od stycznia do listopada 1921 pełnomocny przedstawiciel Czeki Kraju Zachodniego (obecnie obwód smoleński), od listopada 1921 do lutego 1922 zastępca przewodniczącego moskiewskiej gubernialnej Czeki. Od grudnia 1921 do 31 grudnia 1923 szef Wydziału Specjalnego Czeki/GPU/OGPU Moskiewskiego Okręgu Wojskowego, równocześnie od 27 lutego 1922 do 24 grudnia 1923 szef moskiewskiego gubernialnego oddziału GPU, od 7 kwietnia 1924 do 3 grudnia 1925 pełnomocny przedstawiciel OGPU Kraju Zachodniego i przewodniczący GPU Białoruskiej SRR, od 12 lutego 1926 do grudnia 1929 pełnomocny przedstawiciel OGPU Kraju Dalekowschodniego. Od 8 stycznia 1930 do 10 lipca 1934 pełnomocny przedstawiciel OGPU Leningradzkiego Okręgu Wojskowego, równocześnie od 22 listopada 1931 do 10 lipca 1934 członek Kolegium OGPU przy Radzie Komisarzy Ludowych ZSRR, od 15 lipca do 3 grudnia 1934 szef Zarządu NKWD obwodu leningradzkiego. 
Po zabójstwie Siergieja Kirowa w grudniu 1934 aresztowany, 23 stycznia 1935 skazany na 3 lata pozbawienia wolności za niedopełnienie obowiązków służbowych. Zasądzoną karę odbywał w luksusowych warunkach, w czasie jej odbywania od 1935 do lipca 1937 szef Zarządu Dalstroju NKWD ZSRR. 7 września 1937 ponownie aresztowany, następnie rozstrzelany. Zabójstwo Kirowa zapoczątkowało okres wielkiego terroru w ZSRR i było jego zapalnikiem.
Zrehabilitowany postanowieniem Kolegium Wojskowego Sądu Najwyższego ZSRR 17 grudnia 1957 w związku z brakiem dowodów przestępstwa.
Odznaczony dwoma Orderami Czerwonego Sztandaru (1922 i 3 września 1930) i dwiema Odznakami "Honorowy Funkcjonariusz Czeki/GPU". 